# Jacopo Pesaro, bisschop van Paphos, door paus Alexander VI Borgia voorgesteld aan de heilige Petrus
Jacopo Pesaro, bisschop van Paphos, door paus Alexander VI Borgia voorgesteld aan de heilige Petrus is een schilderij van de Italiaanse renaissance kunstenaar Titiaan. Het is een zeer vroeg werk in het oeuvre van de meester. Het behoort tot de collectie van het Koninklijk Museum voor Schone Kunsten Antwerpen.

## Context
In 1502 heroverde Jacopo Pesaro, bisschop van Paphos (het huidige Cyprus) en bevelhebber van de pauselijke vloot, het eiland Santa Maura (het huidige Lefkas) van de Ottomaanse Turken. Waarschijnlijk bestelde Pesaro zelf dit werk voor zijn residentie als herinnering aan zijn militaire triomf.

## Beschrijving
Het schilderij toont Jacopo Pesaro die door paus Alexander VI Borgia voorgesteld wordt aan de heilige Petrus. Petrus draagt een roos gewaad en een gouden mantel. Aan zijn voeten liggen de sleutels van Rome. Hij zegent de knielende Pesaro. Paus Alexander VI draagt een groene koorkap en driekroon. De banier, de helm vooraan en de galeien op zee verwijzen naar de overwinning van Pesaro.
De troon van Petrus staat op een sokkel die voorzien is van een reliëf. De iconografie van de sokkel kan op verschillende wijzen geïnterpreteerd worden. Zo zou Aphrodite te herkennen zijn in de afgebeelde sculptuur. De sleutels van Rome liggen net boven haar afbeelding en die van Cupido. Dit zou symbool staan voor de triomf van het christendom op het antieke heidendom. 
De compositie van het schilderij doet denken aan het traditionele Venetiaanse votiefportret waarbij een donor door zijn patroon aan de Heilige Maagd en het Kind Jezus wordt voorgesteld. 
Het opschrift onderaan 'Portret van iemand van de familie Pesaro in Venetië die tot generaal van de Heilige Kerk benoemd werd', dateert wellicht van voor 1639 toen het werk opgenomen werd in de inventaris van de collectie van Charles I in Londen. 'Titiano P' daarentegen, is later aangebracht.